# Theridion phaeostomum
Theridion phaeostomum là một loài nhện trong họ Theridiidae.
Loài này thuộc chi Theridion. Theridion phaeostomum được Eugène Simon miêu tả năm 1909.